# 2018년 2월 죽음
다음은 2018년 2월에 사망한 저명한 인물 목록이다.
- 2월 2일
  - 대한민국의 기업인 민영빈
  - 브라질의 축구선수 파울로 로베르토 모라이스 주니오르
  - 미국의 물리학자 조지프 폴친스키
- 2월 3일 - 미국의 교육학자 빌 틸
- 2월 4일 - 미국의 배우 존 머호니
- 2월 6일 - 대한민국의 가수 김한일
- 2월 7일 - 미국의 시인 존 페리 발로
- 2월 9일
  - 아일랜드의 축구선수 리엄 밀러
  - 아이슬란드의 작곡가 요한 요한손
  - 미국의 가수 레지 E. 캐시
- 2월 11일 - 미국의 가수 빅 다몬
- 2월 12일 - 대한민국의 바둑기사 이관철
- 2월 13일 - 덴마크의 왕자 덴마크 여왕 부군 헨리크
- 2월 14일
  - 대한민국의 음반제작자 이호연
  - 네덜란드의 정치인 뤼트 뤼버르스
  - 짐바브웨의 정치인 모건 창기라이
- 2월 18일 - 미국의 생물학자 권터 블로벨
- 2월 19일 - 소련의 해머던지기 선수 세르게이 리트비노프
- 2월 20일 - 대한민국의 성우 최흘
- 2월 21일
  - 일본의 영화배우 오오스기 렌
  - 미국의 개신교계 목회자 빌리 그레이엄
  - 대한민국의 배우 차명욱
  - 잉글랜드의 배우 에마 체임버스
- 2월 22일
  - 대한민국의 민법학자 곽윤직
  - 대한민국의 국회의원 우병규
  - 미국의 영화배우 나네트 페브레이
- 2월 24일
  - 대한민국의 언론인 조용중
  - 인도의 배우 스리데비
- 2월 27일 - 스페인의 축구선수 엔리케 카스트로 곤살레스
- 2월 28일 - 대한민국의 정치인 최기선